# ГЕС Йомікакі
ГЕС Йомікакі (яп. 読書発電所, Йомікакі хацуденшьо, Гепберн: Yomikaki hatsudensho) — гідроелектростанція в Японії на острові Хонсю. Знаходячись між ГЕС Кісо та ГЕС Окува (12,6 МВт) з однієї сторони і ГЕС Шідзумо/Ямагучі з іншої сторони, входить до складу каскаду у сточищі річки Кісо, яка за десяток кілометрів на захід від Нагої впадає до затоки Ісе (Внутрішнє Японське море).

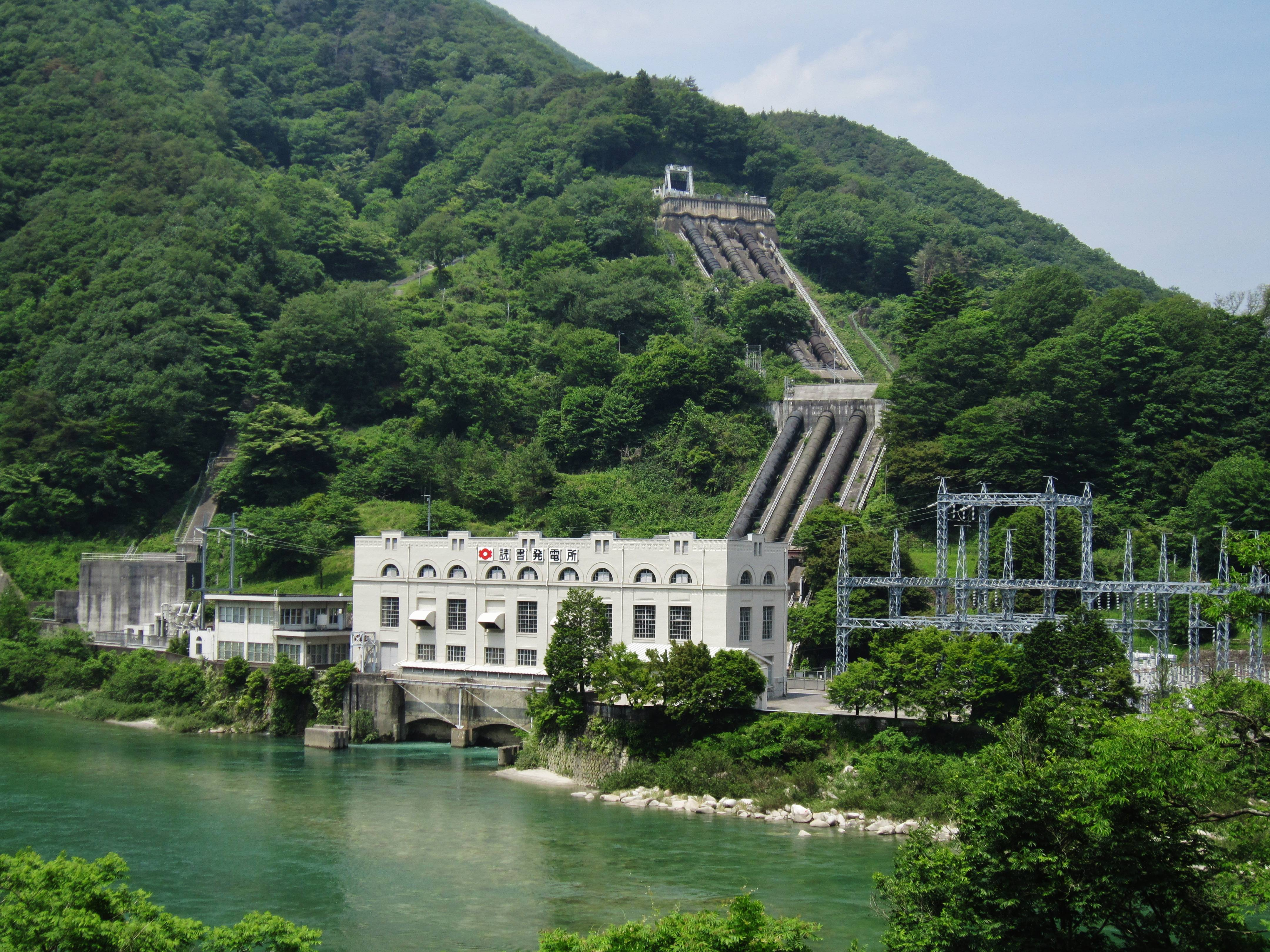
Напірні водоводи та машинний зал першої черги. Ліворуч від них видно окремі елементи другої черги з підземним машинним залом

Електростанцію Йомікакі ввели в експлуатацію на початку 1920-х років з трьома турбінами типу Френсіс загальною потужністю 40,7 МВт. Ресурс для неї захоплювали із Кісо за допомогою греблі висотою 6 метрів та довжиною 113 метрів, від якої транспортували його через прокладений по правобережжю тунель довжиною понад 10 км.
Майже за чотири десятиріччя по тому — в 1958—1960 роках — за 2,6 км нижче від старої греблі звели нову бетонну гравітаційну споруду висотою 32 метра та довжиною 294 метра, яка потребувала 76 тис. м3 матеріалу. Вона утримує водойму з площею поверхні 0,51 км2 і об'ємом 4,4 млн м3 (корисний об'єм 2,7 млн м3). Існуючий машинний зал перевели на живлення від нової водойми, при цьому його підвідний дериваційний тунель скоротився до 8,1 км. Він має перетин 5,5х5,6 метра та по завершенні переходить у три напірні водоводи довжиною по 0,3 км зі спадаючим діаметром від 2,9 до 2,4 метра. В системі також працює вирівнювальний резервуар відкритого типу з розмірами басейну 27х13 метрів при глибині 5 метрів.
За кілька років після нової греблі спорудили і другий машинний зал. Ресурс до нього подається по ще одному тунелю довжиною 8,3 км з перетином 5,5х5,5 метра, який переходить у напірний водовід довжиною 0,14 км зі спадаючим діаметром від 5,5 до 3,8 метра. У складі цієї системи працює вирівнювальний резервуар шахтного типу висотою 53 метра з діаметром 16 метрів.
Також можливо відзначити, що вже після греблі до дериваційної системи надходить додатковий ресурс із водозабору на правій притоці Кісо річці Какідзорегава. Останню, до речі, дериваційна траса долає за допомогою акведука.
Споруджений у підземному виконанні другий зал обладнали однією турбіною типу Френсіс потужністю 78 МВт. Крім того, стару частину станції модернізували до показника у 45,9 МВт. При цьому гідроагрегати обох черг використовують напір у 112 метрів.
Відпрацьована у старому машинному залі вода потрапляє назад до Кісо майже одразу, тоді як для другої черги спорудили відвідний тунель довжиною 0,16 км з перетином 5,5х5,5 метра.